# 特里埃
特里埃（義大利語：Triei），是意大利撒丁大区努奥罗省的一个市镇。总面积28.54平方公里，人口1127人，人口密度39.5人/平方公里（2009年）。ISTAT代码为105019。